# Torskfjordingasagan
Torskfjordingasagan (eller Sagan om Gull-Tore), (isl. Gull-Þóris saga eller Þorskfirðinga saga) är en av islänningasagorna. Den berättar Gull-Tore Oddsson, en mäktig man i Torskfjorden, och intrigerna med grannen Hall. Sagan äger rum under landnamstiden, cirka 900-930.

## Handling
I början av berättelsen berättas om när Tore kommer till Island med sin far, Odd sprätten. De bosatte sig i Torskfjorden (Þorskafjörður). Tore gick senare ut i krig tillsammans med Hyrningur från Hofstaðir, Halls son. Tore tjänade mycket guld i Finnmarken. Sedan vann han över drakar som bodde i en grotta norr om Islandshavet. När Tore och Hyrningur kom tillbaka till Island, ville Hall få del av guldet för sin sons räkning. Hyrningur, emellertid, var nöjd med sin lott. Detta ledde till kontroverser och kamp mellan Hall och Tore. Till slut gick det så att Tore dräpte både Hall hans äldste son, men försonades med Hyrningur, som aldrig hade deltagit i stridigheterna.
Tores hustru hette Ingibjörg, och var dotter till Gil. Gil lade under sig Gilsfjörður och var son till Guðmundur.

## Tillkomst, manuskript och översättning
Sagan skrevs tidigast i början av 1300-talet. Den finns bevarad endast i en pergamenthandskrift (AM 561 qu.) från cirka år 1400. Den trycktes först i Leipzig år 1858.
Sagan är översatt till svenska av Åke Ohlmarks (1963).